# Caeteris paribus
Caeteris paribus este o expresie în limba latină care tradusă înseamnă "cu celelalte lucruri neschimbate".
În știință se numește astfel metoda prin care se mențin constante toate variabilele unei situații, cu excepția variabilei a cărei influență se dorește a fi studiată.
Expresia caeteris paribus este folosită cu preponderență în domeniul economic, pentru facilitarea aplicării metodelor abstracte.
Când se studiază efectul variației uneia sau mai multor variabile independente, în analiza economică se impune adesea ca celelalte condiții sau împrejurări să rămână neschimbate, situație descrisă prin această expresie.